# مكتب المرشد الأعلى لإيران
مكتب المرشد الأعلى لإيران ( (بالفارسية: دفتر مقام معظم رهبری)، المعروف أيضا باسم بيت القيادة ( (بالفارسية: بیت رهبری)، بيت الرهبري)، هو المقر الرسمي والمكتب البيروقراطي ومكان العمل الرئيسي للمرشد الأعلى لإيران  منذ عام 1989.
هيكلها مزيج من بيت التقليدي (مكتب الديني مرجع) والبيروقراطية. تقع المؤسسة في وسط طهران  ويديرها محمد محمدي كلبايکاني .

## ملخص
يتم استخدام مكتب المرشد الأعلى من قبل المرشد الأعلى للتواصل وإدارة الأوامر لمختلف المنظمات العسكرية والثقافية والاقتصادية والسياسية الأخرى. يعمل تحت هذا المكتب عدد من المستشارين السياسيين والعسكريين والدينيين. هؤلاء المستشارين لهم دور مؤثر في القرارات المتخذة في جميع أنحاء البلاد.

## العقوبات
في 24 يونيو 2019، وقع الرئيس الأمريكي دونالد ترامب الأمر التنفيذي رقم 13876، الذي تم فيه تجميد أصول مكتب المرشد الأعلى لإيران، إلى جانب علي خامنئي في أعقاب الحادث بالقرب من خليج عمان في الأيام السابقة.

## روابط خارجية
- الموقع الرسمي لمكتب القائد (قاعدة المعلومات لمكتب قائد جمهورية إيران الإسلامية)
- الموقع الإلكتروني لمكتب حفظ ونشر أعمال خامنئي
- الهيكل التنظيمي لمكتب مرشد جمهورية إيران الإسلامية